# U320C20

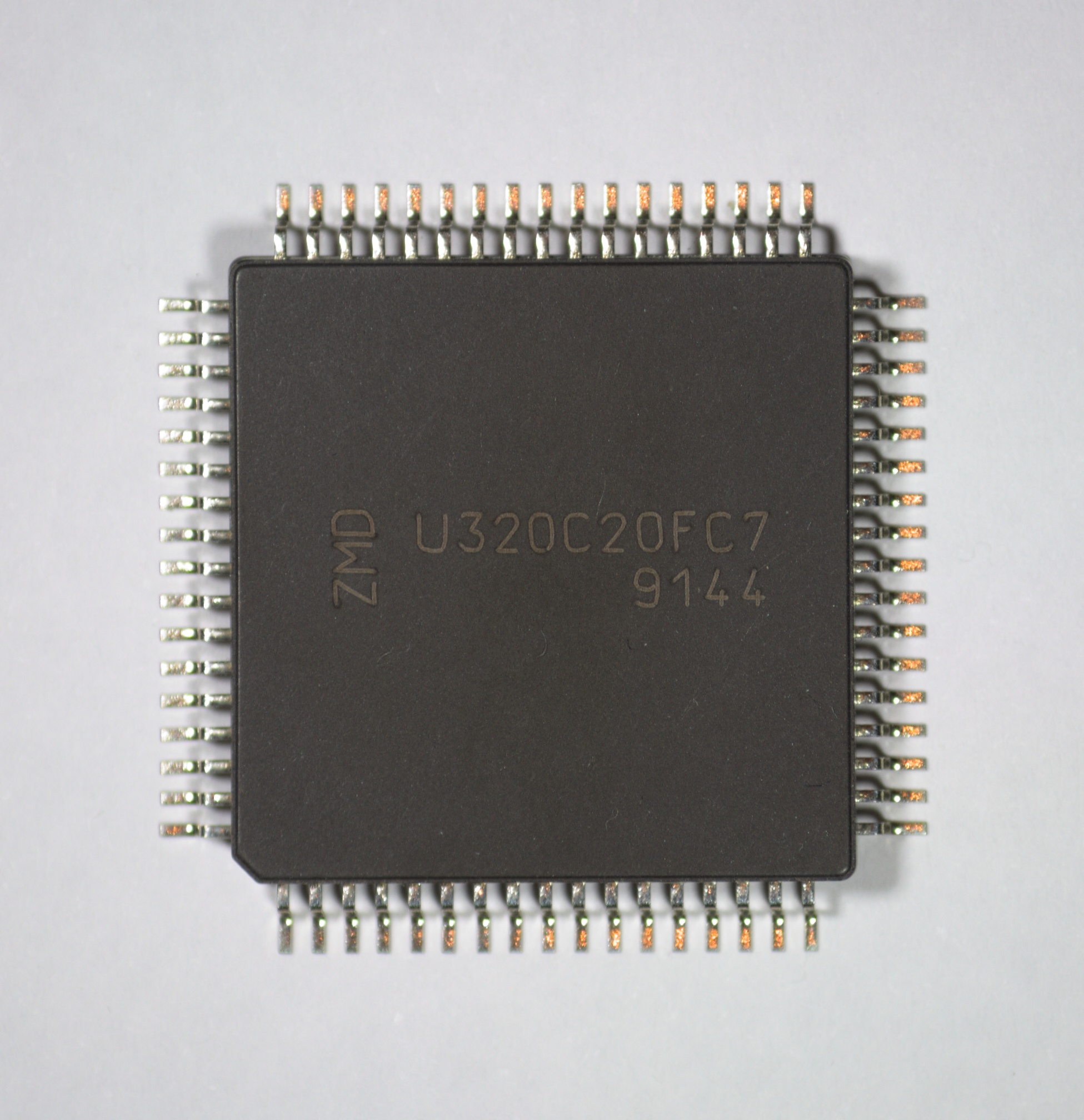
ZMD U320C20FC

Der U320C20 ist ein digitaler Signalprozessor mit 16-Bit-Festkommaarithmetik, welcher um 1990 im Zentrum Mikroelektronik Dresden gefertigt wurde. Der Baustein entstand als Nachbau des TMS32020 von Texas Instruments in CMOS-Technik. Hierbei wurde der in einer NMOS-Technologie mit einer Strukturbreite von 2,4 μm gefertigte TMS32020 analysiert und in einer 1,5 μm-CMOS-Technolgie neu implementiert. Im Ergebnis hat der U320C20 die Architektur des TMS32020, entspricht in seinen dynamischen Parametern jedoch eher dem Nachfolger TMS320C25. Durch die verringerte Strukturbreite sinkt auch die Leistungsaufnahme von 1,25 W auf 0,5 W gegenüber dem Vorbild.